# Frullania socotrana
Frullania socotrana là một loài rêu tản trong họ Jubulaceae. Loài này được Mitt. miêu tả khoa học lần đầu tiên năm 1888.